# ウォラウィ・マクディ

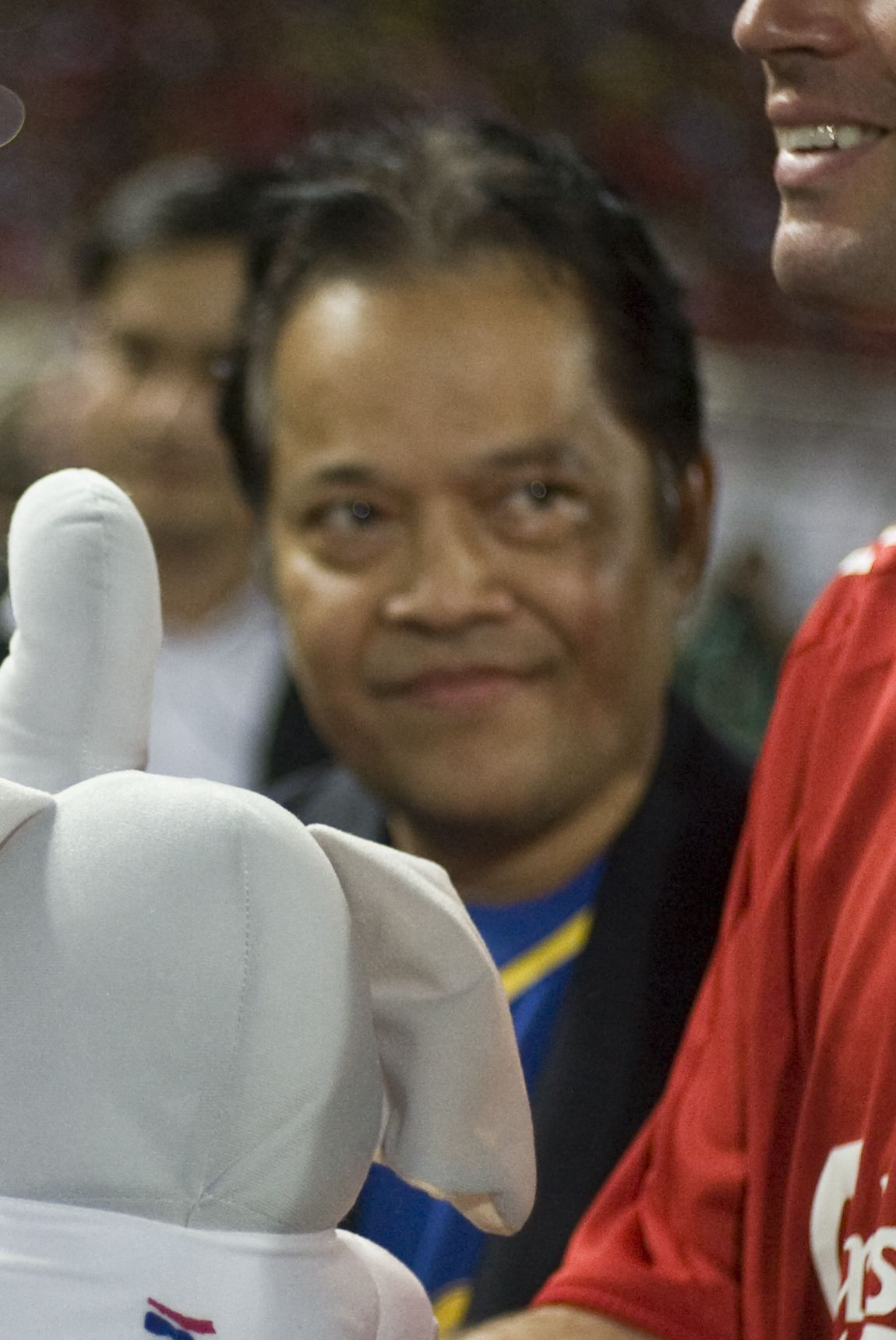
ウォラウィ・マクディ

ウォラウィ・マクディ（タイ語: วรวีร์ มะกูดี、羅: Worawi Makudi、1951年11月29日 - ）は、第16代タイサッカー協会会長である。

## 概要
2007年よりタイサッカー協会会長を務めている。FIFAの実行委員会には1997年より選ばれており、現在、FIFA女子サッカー部会の会長を務めている。
2011年5月には、2018 FIFAワールドカップ招致活動の際に、フットボール・アソシエーション前会長のデヴィッド・トリーズマン氏が、「マクディ氏はイングランドへ投票する見返りに、タイ対イングランドの国際親善試合のテレビ放映権を要求した」と発言、タイサッカー協会会長解任騒動に発展している。さらに、同年11月には、FIFAが発展途上国を始めとする世界各国で競技場やサッカー関連施設を建設し、サッカー普及に務める事業「FIFAゴールプロジェクト」において、自身の所有する土地にプロジェクトを展開する費用86万ドルを経費に計上したとしてFIFAから不動産登記簿の提出を要求される騒ぎを起こし、2012年9月には収賄であるとしてタイサッカー協会解体騒動にまで発展している。さらに、プロジェクトにおいて施設建設を発注していた韓国の業者に建設費用不払いで提訴され、施設建築計画の契約は履行されなかったとして韓国の業者を逆提訴している。